# Ulrich Fischer (Politiker, 1942)
Ulrich Fischer (* 11. Dezember 1942 in Vöcklabruck, Oberösterreich; † 12. Juli 2020 in Bonn) war ein deutscher Politiker (Bündnis 90/Die Grünen).
Während seiner Schulzeit in Lübeck wurde er aufgrund eines Flugblatts erstmals vom Verfassungsschutz beobachtet. Vor dessen Auflösung 1970 gehörte er als eines der aktivsten Mitglieder in Berlin dem SDS an. In diesem Jahr wurde er wegen Beteiligung an einem gemeinschaftlich begangenen Brandanschlag auf das Amerika-Haus in Berlin verurteilt und verbüßte ein Jahr eine Haftstrafe im Gefängnis Moabit. Später arbeitete er als Taxifahrer und bereiste weltweit viele Länder. Zu Beginn der 1980er Jahre zog er ins sogenannte Fulda Gap und engagierte sich dort in der Friedensbewegung.
Der damals in Bad Hersfeld wohnhafte Fischer trat bei der Bundestagswahl 1983 auf der Landesliste der hessischen Grünen an, schaffte den Einzug allerdings nicht. Am 20. Januar 1986 rückte er in den Bundestag nach, nachdem auch Hubert Kleinert nur ein Jahr vor Ende der Legislaturperiode das Rotationsprinzip akzeptierte. Einer seiner Arbeitsschwerpunkte war ein Amnestiegesetz für die inhaftierten RAF-Terroristen. Von den Grünen wurde er für die nächste Wahl nicht wieder aufgestellt und war in den weiteren Jahren außerparlamentarisch politisch aktiv.
Ulrich Fischer war mit seiner Frau Astrid, einer ehemaligen AStA-Mitarbeiterin der FU Berlin, lange Jahre bis zu seinem Tode verheiratet und gemeinsam hatten sie vier Söhne. Er starb plötzlich und unerwartet an seinem letzten Wohnort Bonn am 12. Juli 2020.